# Karadromeus erensis
Karadromeus erensis is een keversoort uit de familie Trachypachidae. De wetenschappelijke naam van de soort is voor het eerst geldig gepubliceerd in 1986 door Ponomarenko.